# Thierry Maulnier
Thierry Maulnier (Alès, 1 oktober 1909 - Marnes-la-Coquette, 9 januari 1988) was een Franse schrijver, journalist en literatuurcriticus.
Zijn echte naam was Jacques Talagrand.
Maulnier schreef onder meer toneelstukken en politieke essays. Als journalist was hij lange tijd verbonden aan het dagblad Le Figaro.
In 1964 werd hij verkozen tot lid van de Académie française.
In Nice is een middelbare school naar hem vernoemd.

## Werk
- La crise est dans l'homme (1932) ;
- Nietzsche (1933) ;
- Racine (1934) ;
- Miracle de la Monarchie (1935) ;
- Mythes socialistes (1938) ;
- Au-delà du nationalisme (1938) ;
- Introduction à la poésie française (1939) ;
- La France, la guerre et la paix (1942, Lyon) ;
- Violence et conscience (1945) ;
- Langages (1946) ;
- "La Course des Rois" (1947) - (dessins de Jean Cocteau) ;
- Jeanne et ses juges (1952) ;
- Le Sexe et le néant, regie Marcelle Tassencourt, Théâtre de l'Athénée, (1960)
- Cette Grèce où nous sommes nés (1964) ;
- La Défaite d'hannibal, gevolgd door La ville au fond de la mer, Gallimard (1968) ;
- Dialogue inattendu, met communist Jean Elleinstein, Flammarion, (1979).
- " Le sens des mots", verzameling bijdragen voor de krant "Le Figaro"